# 南港輪胎
南港輪胎股份有限公司是台灣歷史最悠久的輪胎製造商，成立於1959年2月25日，以「南港輪胎」、「NANKANG」等品牌行銷，主要產品為轎車、休旅車、4X4、商用車等車型的輻射層輪胎。該公司與日本橫濱輪胎擁有長期的合作關係。其品牌有「NANKANG南港輪胎」、「SONAR速耐輪胎」、「Luccini路馳凌」等；若以年度銷售額計算，2024年該公司在全球排行第64名。

## 旗下事業單位
- 臺灣：
  - 總公司：臺北市大安區仁愛路三段136號6樓608室（芙蓉大樓）
  - 南港廠：臺北市南港區南港路二段51號；2008年2月1日停產後拆除，作為「世界明珠」開發案。
  - 新豐廠：新竹縣新豐鄉員山村新興路399號
- 中国大陆：
  - 張家港廠：江蘇省張家港市張家港保稅區上海路，自2003年9月開始生產。

## 公司沿革

### 日治時期
南港輪胎發源於臺灣日治時期在台日本人成立的「台灣橡膠株式會社」（日语：台灣ゴム株式会社）。於1941年6月，由東陽護膜株式會社、豐原工業橡膠株式會社、台灣橡膠工業所、大榮橡膠工作所等四家台灣公司合資兩百萬圓成立，總部設立於臺北市濱町（今臺北市萬華區），新設工廠則位於臺北州七星郡內湖庄東新庄子（今臺北市南港區），在太平洋戰爭末期生產達到高峰，位於南港的工廠聘僱近千名工人。

### 戰後時期
- 1949年：台灣橡膠株式會社在戰後中華民國臺灣省行政長官公署的日產接收政策下多次拆分轉手，南港廠區的生產停滯中斷，該年改隸為台灣工礦股份有限公司南港橡膠廠後生產始趨穩定[4]。
- 1959年2月25日：南港橡膠廠正式公司化，定名為南港輪胎股份有限公司。
- 1963年11月1日：股票上市。
- 1973年：開發PL-1介壽號初級教練機用輪胎，新豐廠完工。
- 1974年：開發轎車用82系列鋼絲輻射層輪胎。
- 1976年：開發T-28螺旋槳教練機用輪胎。
- 1977年：開發轎車用70系列鋼絲輻射層輪胎。
- 1979年：開發T-33噴射教練機用輪胎。
- 1980年：開發卡車、客車用全鋼絲輻射層輪胎。
- 1987年：通過福特汽車Q1認證。
- 1990年：新豐廠開始生產轎車用鋼絲輻射層輪胎。
- 1991年：取得歐洲合格認證，可外銷歐洲。
- 1992年：開始生產轎車用60系列鋼絲輻射層輪胎。
- 1994年：取得挪威船級社（DNV）ISO9001品質認證及中華民國經濟部商品檢驗局ISO9001品質認證。
- 1995年：新豐廠通過福特汽車Q1認證。

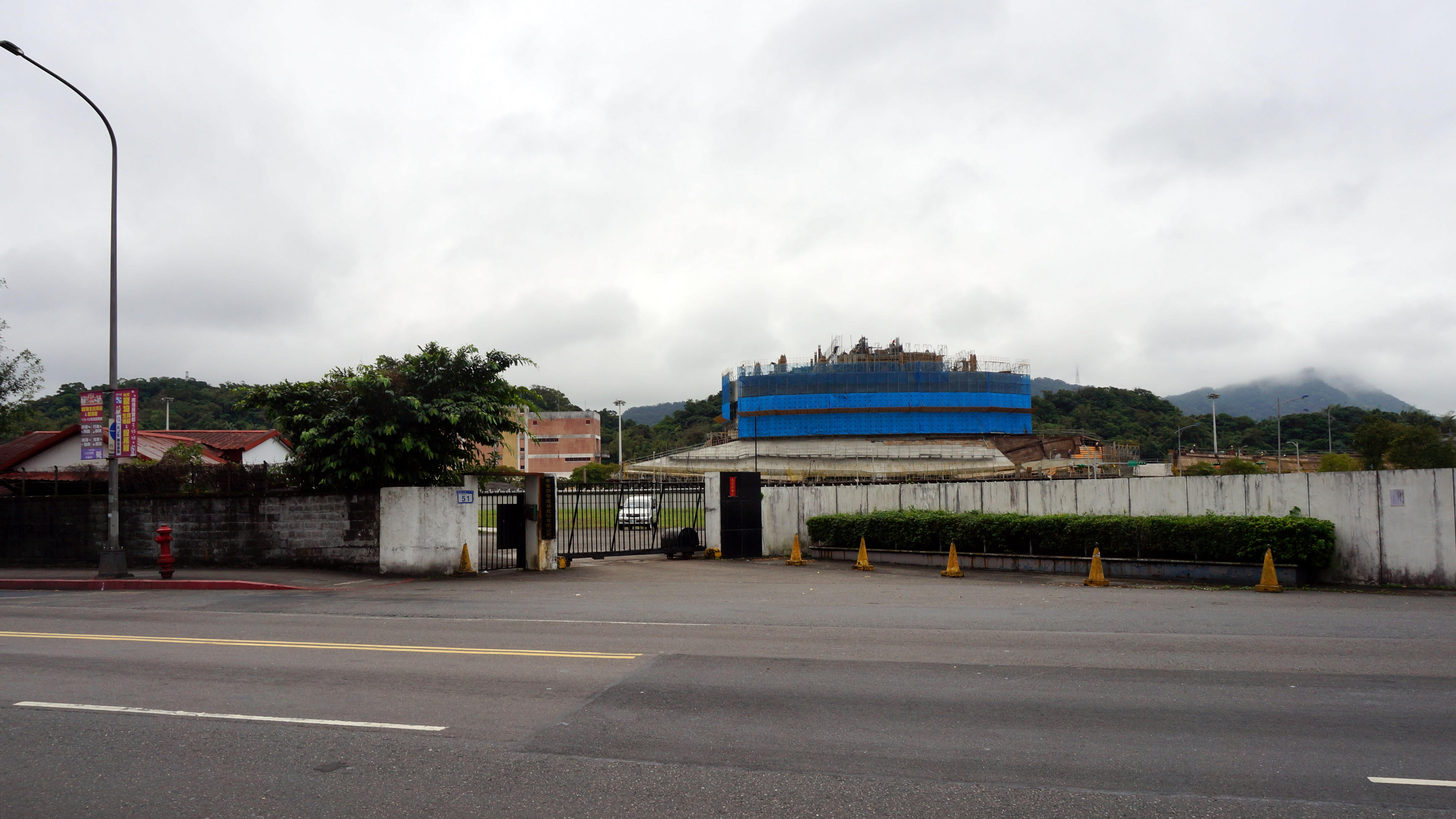
南港輪胎南港廠廠房已拆除完畢

- 1996年：開始生產四輪傳動吉普車輪胎及轎車用50/55系列輻射層輪胎。
- 1997年：開發雪地用輪胎（studless snow tire）並上市銷售；同年並取得DNV ISO14001認證；同年9月，其張家港廠開始建廠。
- 1998年：通過DNV QS9000認證。
- 2000年：林學圃因故辭去南港董事長職務。[5]
- 2001年10月：取得ISO/TS 16949認證。
- 2002年8月：開發轎車用Y級（Y級速度達300km/hr〔186mph〕）輻射層輪胎；同年10月開始生產中華民國國軍悍馬車用鋼絲輻射層輪胎。
- 2003年7月：開始生產休旅車用20吋輻射層輪胎；同年9月，張家港廠開始生產轎車輻射層輪胎。
- 2005年：南港聘請林學圃出任名譽董事長及營運總監[5]。同年4月開發出22和24吋輪胎；同年10月張家港廠開始生產20至24吋輻射層輪胎。
- 2008年2月1日：南港廠停產，並開始進行土地開發。
- 2011年：獲得「臺灣百大品牌」。
- 2012年：臺灣輪胎製造商中第一家成立RRC實驗室並獲得德國TUV SUD認證。
- 2014年：產品ECO-2+為大中華區第一家獲得德國TUV SUD認證。
- 2014年7月16日：資材部協理陳啟清、張月蕉夫婦涉嫌自1997年起向十餘家原料廠商收取回扣，並設立境外公司洗錢，回扣金額高達新臺幣2億8,53萬元[6]，總計查扣金額逾新臺幣4億元[7]。
- 2017年9月26日：江慶興請辭董事長一職，此職位由在集團服務42年的張昌平接棒。[8]
- 2019年9月：宣布南港車站前舊廠土地建案世界明珠，其中商辦以每坪一百萬出售給聯強國際作為全球集團總部[9]，總交易金額達50.87億元，聯強並取得該棟命名權為「聯強國際大樓」。
- 2021年10月：南港輪胎取得泰豐輪胎經營權[10][11]。
- 2021年12月：榮譽董事長林學圃因病辭世[12][13]。

## 品牌
- NANKANG（南港輪胎）
- SONAR（速耐輪胎）
- Luccini（路馳凌）

## 外部連結
- 南港輪胎官方網站（页面存档备份，存于）
- 南港輪胎的Facebook專頁
- （英文）速耐輪胎官方網站（页面存档备份，存于）
- （英文）路馳凌官方網站（页面存档备份，存于）